# László Kövér
László Kövér (ur. 29 grudnia 1959 w Pápie) – węgierski polityk, przewodniczący Fideszu (2000–2001), minister ds. służb specjalnych w rządzie Viktora Orbána (1998–2000). Od 2010 przewodniczący Zgromadzenia Narodowego. Pełniący obowiązki prezydenta od kwietnia do maja 2012 oraz od lutego do marca 2024.

## Życiorys
Ukończył studia na wydziale prawa i administracji Uniwersytetu im. Loránda Eötvösa w Budapeszcie (ELTE). Od 1984 zajmował się nauczaniem przedmiotów prawniczych. W 1986 przez kilka miesięcy był zatrudniony w instytucie nauk społecznych przy komitecie centralnym Węgierskiej Socjalistycznej Partii Robotniczej.
Pod koniec lat 80. był stypendystą fundacji George’a Sorosa. W 1988 był jednym z członków założycieli Związku Młodych Demokratów (Fideszu), uczestniczył rozmowach okrągłego stołu. W 1990 po raz pierwszy został wybrany do Zgromadzenia Narodowego z ramienia swojego ugrupowania. Z powodzeniem ubiegał się o reelekcję w wyborach w 1994, 1998, 2002, 2006, 2010, 2014, 2018 i 2022.
W latach 1998–2000 zasiadał w rządzie Viktora Orbána jako minister ds. służb specjalnych. W latach 2000–2001 pełnił obowiązki przewodniczącego Fideszu. Po wygranych przez Fidesz wyborach parlamentarnych w 2010 został wybrany na przewodniczącego Zgromadzenia Narodowego.
2 kwietnia 2012, po rezygnacji prezydenta Pála Schmitta, przejął obowiązki głowy państwa, które pełnił do czasu zaprzysiężenia nowego prezydenta Jánosa Ádera 10 maja 2012. Po wyborach w 2014, 2018 i 2022 powoływany na przewodniczącego węgierskiego parlamentu kolejnych kadencji. 26 lutego 2024, po przyjęciu przez Zgromadzenie Narodowe rezygnacji Katalin Novák, ponownie rozpoczął wykonywanie obowiązków prezydenta Węgier; pełnił tę funkcję do czasu objęcia urzędu prezydenta przez Tamása Sulyoka 5 marca 2024.

## Życie prywatne
Jest żonaty, ma troje dzieci.

## Odznaczenia
- Krzyż Wielki Orderu Zasługi Rzeczypospolitej Polskiej (2019)[12]
- Krzyż Komandorski Orderu Zasługi Rzeczypospolitej Polskiej (2017)[13][14]